# Dean Walling
Dean Anthony Walling (ur. 17 kwietnia 1969 w Leeds) – piłkarz występujący na pozycji obrońcy, reprezentant Saint Kitts i Nevis.
Jako zawodnik Carlisle United, Lincoln City oraz Cambridge United rozegrał łącznie 72 spotkania i zdobył dwie bramki w Division Two. Ponadto zagrał w 287 meczach i strzelił 33 gole w Division Three.
W reprezentacji Saint Kitts i Nevis wystąpił jeden raz, 6 czerwca 1999 w przegranym 0:2 meczu Pucharu Karaibów z Haiti.